# Răzvan Gârniță
Răzvan Nicolae Gârniță (* 15. Dezember 1987 in Zărnești) ist ein rumänischer Biathlet.
Răzvan Gârniță begann 1995 beim CSS Dinamo Brașov mit dem Biathlonsport. Von 2003 bis 2008 startete er für den CSS Dinamo Râșnov und seit 2008 für Dinamo Bukarest. In Râșnov wurde er von Gheorghe Gârniță trainiert. Seine derzeitigen Trainer sind Marian Blaj und Gheorghe Stoian.
Gârniță bestritt seit der Saison 2006/07 seine ersten Rennen im IBU-Cup der Junioren, der zu der Zeit noch unter dem Namen Europacup ausgetragen wurde. Erster Höhepunkt wurden die Junioren-Weltmeisterschaften 2007 in Martell, bei denen der Rumäne 32. des Einzels, 45. des Sprints, 48. der Verfolgung und 17. mit der Staffel wurde. Anschließend startete er auch bei den Junioren-Rennen der Biathlon-Europameisterschaften 2007 in Bansko. In Bulgarien wurde Mosoiu 25. des Einzels, 31. des Sprints und 33. der Verfolgung. Zum Beginn der Saison 2007/08 gab er in Kontiolahti sein Debüt im Biathlon-Weltcup und wurde bei einem Einzel 119., beim Sprint 117. Gegen Ende der Saison bestritt er auch seine ersten Rennen im IBU-Cup der Männer. Bei den Junioren-Weltmeisterschaften 2008 in Ruhpolding lief er auf die Ränge 59 im Einzel und 73 im Sprint. Bei den Biathlon-Europameisterschaften 2008 in Nové Město na Moravě kam er erstmals bei einem Großereignis bei den Männern zum Einsatz. Im Einzel startete er noch bei den Junioren und wurde dort 53. Im Sprint wurde er 59. bei den Männern und qualifizierte sich damit knapp für das Verfolgungsrennen, in dem er 51. wurde. Danach machte er vor allem im Sommerbiathlon auf sich aufmerksam. Beim IBU-Sommercup 2009 wurde Gârniță in Râșnov aus Skirollern hinter Imre Tagscherer und Roland Gerbacea Dritter der Verfolgung. 2010 wurde er in Predeal sowohl im Sprint wie auch im Verfolger hinter Gerbacea und Athanasios Tsakiris weneut Dritter.
2009 begann Gârniță ein Sportstudium an der Universität George Barițiu in Brașov. Bei einer Größe von 1,81 m beträgt sein Kampfgewicht 71 kg.

## Biathlon-Weltcup-Platzierungen
Die Tabelle zeigt alle Platzierungen (je nach Austragungsjahr einschließlich Olympische Spiele und Weltmeisterschaften).
- 1.–3. Platz: Anzahl der Podiumsplatzierungen
- Top 10: Anzahl der Platzierungen unter den ersten zehn (einschließlich Podium)
- Punkteränge: Anzahl der Platzierungen innerhalb der Punkteränge (einschließlich Podium und Top 10)
- Starts: Anzahl gelaufener Rennen in der jeweiligen Disziplin

| Platzierung                    | Einzel | Sprint | Verfolgung | Massenstart | Staffel | Gesamt |
| ------------------------------ | ------ | ------ | ---------- | ----------- | ------- | ------ |
| 1. Platz                       |        |        |            |             |         |        |
| 2. Platz                       |        |        |            |             |         |        |
| 3. Platz                       |        |        |            |             |         |        |
| Top 10                         |        |        |            |             |         |        |
| Punkteränge                    |        |        |            |             |         |        |
| Starts                         | 1      | 1      |            |             |         | 2      |
| Stand: nach der Saison 2010/11 |        |        |            |             |         |        |